# Gianni Zuiverloon
Gianni Michel Eugene Zuiverloon (Róterdam, 30 de diciembre de 1986) es un futbolista neerlandés que juega en la posición de defensa y actualmente se encuentra en el ADO Den Haag de la Eredivisie.

## Trayectoria
Comenzó su carrera futbolística a la edad de 12 años recalando en las categorías inferiores del Feyenoord de Róterdam, tras conseguir debutar con el primer equipo pasó por otros dos conjuntos neerlandeses, el RKC Waalwijk y el SC Heerenveen.
Finalmente, el 2 de julio de 2008 fue traspasado al West Bromwich Albion de la Barclays Premier League inglesa. Puede jugar por ambas bandas y tiene una gran capacidad física.
En verano de 2016 recaló en la categoría de bronce del fútbol español, en la Cultural y Deportiva Leonesa. El último día del mercado de fichajes de verano de 2018 fue traspasado al Delhi Dynamos FC, equipo también vinculado a la Academia Aspire.

## Selección nacional[3]

### Participaciones en Copas del Mundo
| Mundial                                | Sede         | Resultado        |
| -------------------------------------- | ------------ | ---------------- |
| Copa Mundial de Fútbol Juvenil de 2005 | Países Bajos | Cuartos de final |
| Juegos Olímpicos de Pekín 2008         | Pekín        | Cuartos de final |

## Clubes
| Club                        | País         | Año       |
| --------------------------- | ------------ | --------- |
| Feyenoord de Róterdam       | Países Bajos | 2004-2006 |
| RKC Waalwijk (cedido)       | Países Bajos | 2005-2006 |
| S. C. Heerenveen            | Países Bajos | 2006-2008 |
| West Bromwich Albion F. C.  | Inglaterra   | 2008-2011 |
| Ipswich Town F. C. (cedido) | Inglaterra   | 2010-2011 |
| R. C. D. Mallorca           | España       | 2011-2013 |
| S. C. Heerenveen (cedido)   | Países Bajos | 2012-2013 |
| ADO Den Haag                | Países Bajos | 2013-2016 |
| Cultural Leonesa            | España       | 2016-2018 |
| Delhi Dynamos F. C.         | India        | 2018-2019 |
| Kerala Blasters F. C.       | India        | 2019-2020 |
| ADO Den Haag                | Países Bajos | 2020-     |